# NGC 2012
NGC 2012 este o galaxie lenticulară situată în constelația Platoul. A fost descoperită în 22 ianuarie 1836 de către John Herschel.